# Questacon

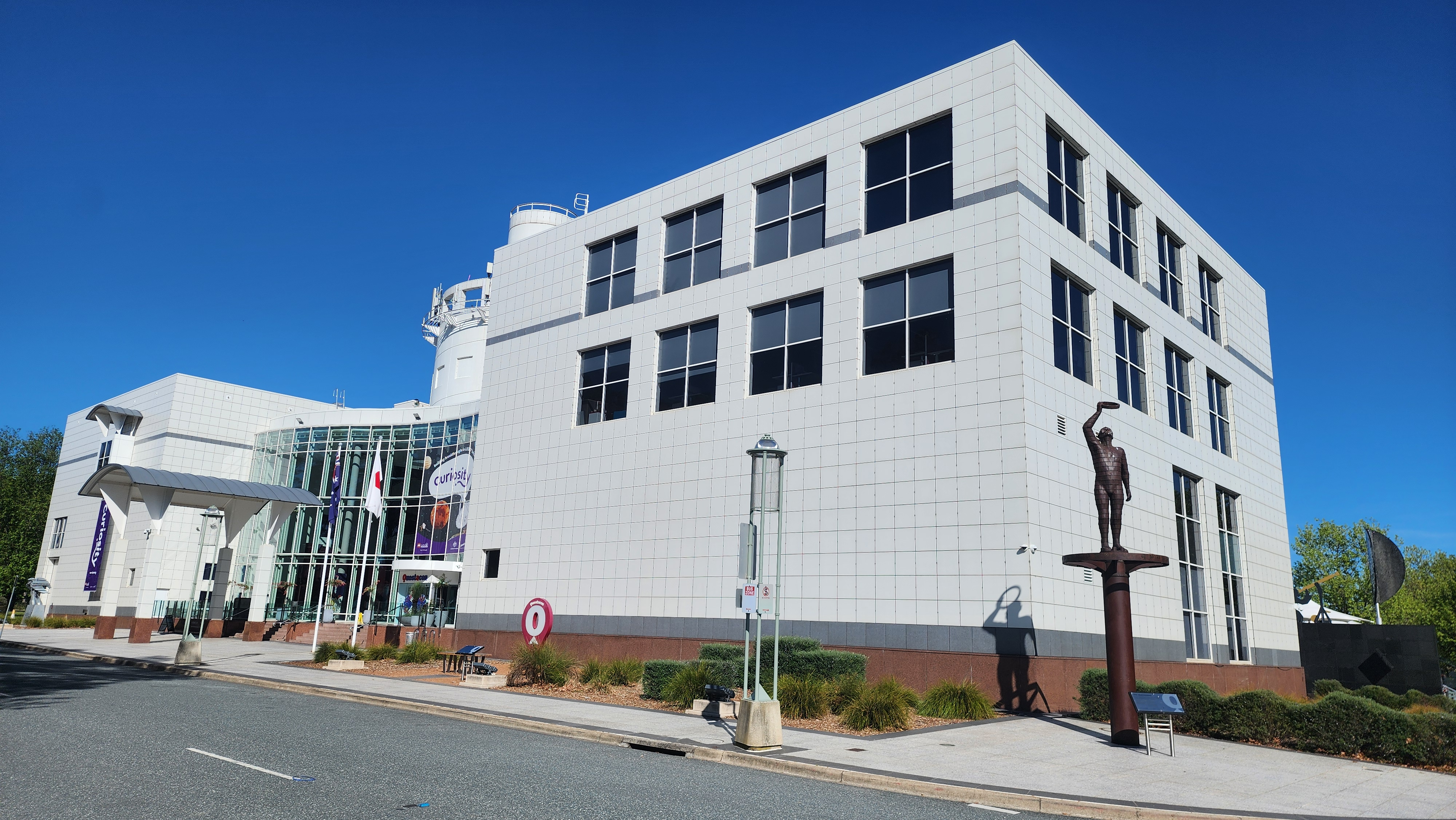
Questacon Gebäude

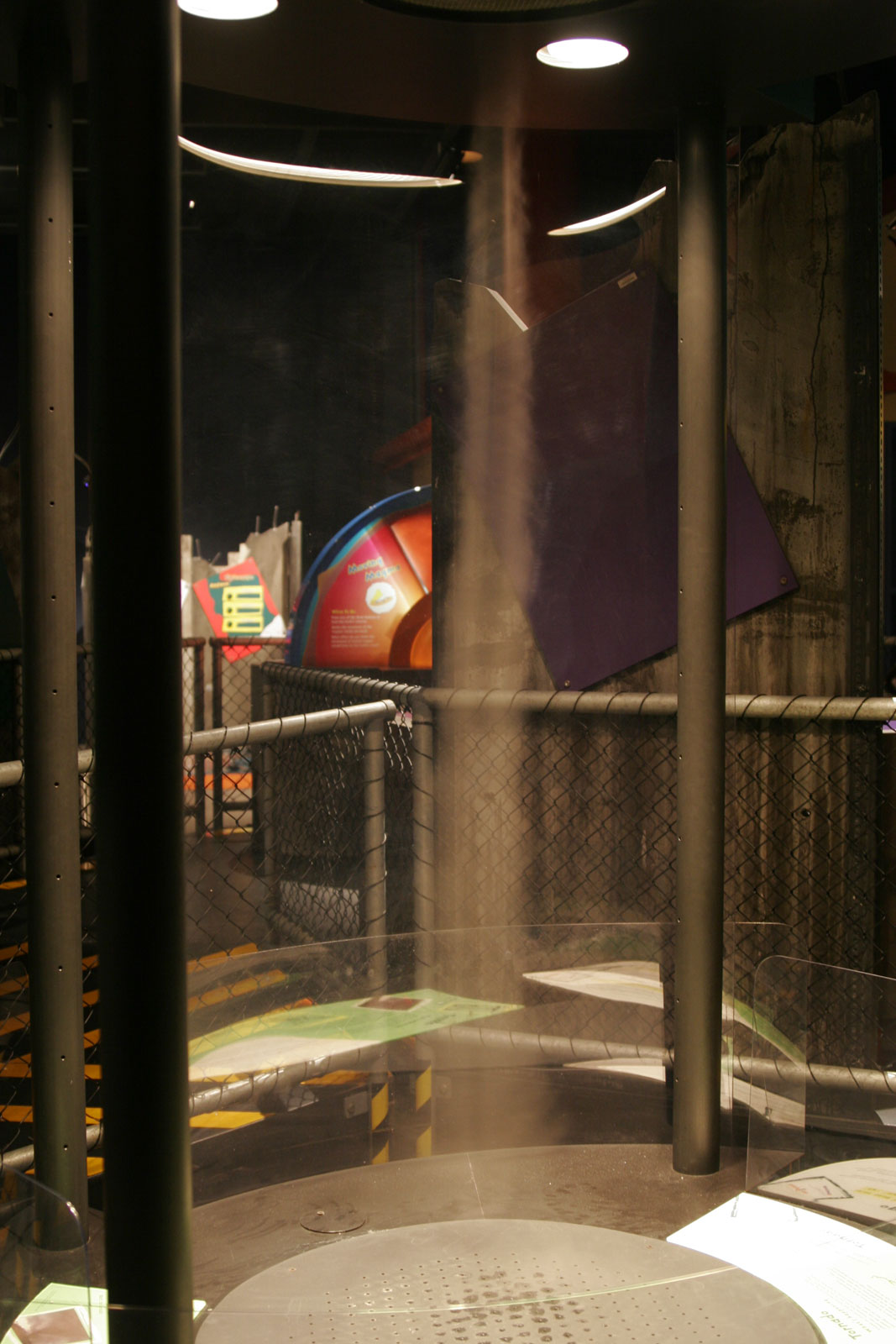
Tornado-Simulation

Questacon (auch National Science and Technology Centre genannt) ist ein Wissenschafts- und Technikmuseum in der australischen Hauptstadt Canberra, am Südufer des Lake Burley Griffin gelegen. Mehr als 200 interaktive Exponate sind zu besichtigen.
Das Questacon-Gebäude war ein Geschenk Japans anlässlich der Zweihundertjahrfeier Australiens und wurde am 23. November 1988 eröffnet. Verwaltet wird das Museum vom Ministerium für Bildung und Wissenschaft. Das Museum zählt jährlich über 300.000 Besucher.
Das Zentrum ist unterteilt in sieben Galerien; diese sind:
1. Sports Quest mit einigen interessanten physischen Herausforderungen
2. Sideshow hat die Wissenschaft in einem Zirkus als Thema
3. MiniQ ist eine Ausstellung für Kinder bis 6 Jahre
4. Wavelength befasst sich mit Licht und Geräuschen; zu sehen sind polarisiertes Licht, Fresnel-Linsen und Hologramme
5. Awesome Earth befasst sich mit Naturkatastrophen und Geologie; zu den Exponaten gehören ein Tesla-Transformator und ein Erdbeben-Simulator
6. Toys, Geschichte der Spielzeuge und der Wissenschaft, die dahinter steckt
7. Strike a Chord, die Wissenschaft der Musik; zu sehen sind unter anderem eine Lichtharfe und eine „Luftgitarre“ (ein Besen mit Sensoren)

Neben dem fest angestellten Personal wird das Museum von rund 60 Freiwilligen betreut, die kleinere Wechselausstellungen präsentieren. Zum Zentrum gehören drei Theater, in denen die museumseigene Theatergruppe The Excited Particles (die begeisterten Partikel) in Familienvorstellungen auftritt. Die Truppe veranstaltet zudem Diskussionsrunden über die Wissenschaft allgemein und aktuelle Ereignisse.